# Dodecadenia grandiflora
Dodecadenia grandiflora Nees – gatunek rośliny z monotypowego rodzaju Dodecadenia w obrębie rodziny wawrzynowatych (Lauraceae Juss.). Występuje naturalnie w północnych Indiach, Nepalu, Bhutanie, Mjanmie oraz południowych Chinach (w południowo-wschodniej części Tybetu). 

## Morfologia
PokrójZimozielone drzewo dorastające do 10–15 m wysokości. Pień osiąga 30 cm średnicy. Gałęzie mają brązową barwę i są czasami omszone.
LiścieNaprzemianległe, proste. Mają podłużnie lancetowaty kształt. Mierzą 5–10 cm długości oraz 2–3 cm szerokości. Mają 8–12 par nerwów drugorzędnych. Nasada liścia jest klinowa. Blaszka liściowa jest całobrzega. Ogonek liściowy jest owłosiony i dorasta do 8–10 mm długości.
KwiatySą niepozorne, jednopłciowe, pojedyncze lub zebrane po 2–3 w baldachy, rozwijają się w kątach pędów. Okwiat złożony jest z 6 listków ułożonych w dwóch okółkach. Listki wewnętrzne są włochate od zewnętrznej strony i są mniejsze od listków zewnętrznych. Kwiaty męskie mają 12 pręcików ułożonych w czterech okółkach, ich nitki są włochate. Pylniki mają cztery komory, ponadto te z dwóch wewnętrznych okółków mają po dwa gruczoły u nasady. Kwiaty żeńskie mają 12 prątniczków ułożonych w czterech okółkach, te z dwóch wewnętrznych okółków mają po dwa gruczoły u nasady. Zalążnia jest górna, jednokomorowa, czasami owłosiona. Szyjka słupka jest wydłużona, zakończona rozszerzonym znamieniem.
OwoceMają elipsoidalny kształt, osiągają 10–12 mm długości i 7–9 mm szerokości, są osadzone w rozszerzonych miseczkach.

## Biologia i ekologia
Roślina jednopienna. Rośnie w lasach liściastych zrzucających liście oraz w lasach iglastych. Występuje na wysokości od 2000 do 2600 m n.p.m.

## Zmienność
W obrębie tego gatunku wyróżniono jedną odmianę:
- Dodecadenia grandiflora var. griffithii (Hook.f.) D.G.Long